# Nejat İşler
Nejat İşler, all'anagrafe Necat İşler (Eyüpsultan, 29 febbraio 1972), è un attore turco.

## Biografia
È nato nel 1972 nel distretto di Eyüpsultan, in provincia di Istanbul (Turchia) da madre Zehra e  da padre operaio, Nihat, il cui padre, Nejat, era uno degli operai di Feshane; ha una sorella, Neyir. Ha studiato presso la Cağaloğlu Anadolu High School, dove ha iniziato ad interessarsi alla recitazione, iniziando dal teatro. Ha frequentato un corso di fotografia per due anni presso l'Università tecnica di Yıldız, per poi abbandonare gli studi per arruolarsi per il servizio militare. Dopo aver lasciato l'esercito si è dedicato alle vendite per un breve periodo. Dopo aver visto la commedia Death of Danton, ha deciso di diventare un attore e si è iscritto presso il conservatorio teatrale dell'Università Mimar Sinan, dove al termine degli studi ha conseguito la laurea in teatro.
Con due amici ha formato il teatro Kahramanlar ve Soytarılar. Dopo aver debuttato sul piccolo schermo con la serie Borsa nel 1993, ha ottenuto il riconoscimento nazionale con la sua partecipazione ad altre produzioni televisive come Deli Yürek, Şehnaz Tango, Nasıl Evde Kaldım, Dedem, Gofret ve Ben, Aşk ve Gurur, Şeytan Ayrıntıda Gizlidir e Behzat Ç. Bir Ankara Polisiyesi e in film come Eylül Fırtınası, Mustafa Hakkında Herşey, Anlat İstanbul, Il regno d'inverno - Winter Sleep (Kış Uykusu) e Rosso Istanbul (İstanbul Kırmızısı). La sua interpretazione del poeta Yusuf nel pluripremiato film del 2007 Yumurta di Semih Kaplanoğlu ha ottenuto il riconoscimento della critica specializzata e del pubblico generale. Nel 2017, ha interpretato il personaggio Bora nella serie Bodrum Masalı. Dal 2019 al 2021 ha vestito i panni di Çagatay Erdenet nella serie Çukur. Dal 2022 al 2024 è stato il narratore della serie Ambizione (Kuş Uçuşu). Nel 2023 e nel 2024 ha ottenuto il ruolo di Cihan Soykan nella serie The Family (Aile).
È autore dei libri Real Account Bu e I Was Always With You. È anche il presidente della squadra di calcio del Gümüşlükspor. Dal 2021 è membro del Partito della Sinistra. Ha firmato la dichiarazione congiunta sulla creazione dell'Unione socialista del potere, istituita per le elezioni presidenziali e parlamentari del 2023 e comprende le firme di 226 nomi importanti come accademici, artisti, giornalisti, avvocati, scrittori e politici ben noti al pubblico.

## Vita privata

### Salute
Il 17 gennaio 2014 è stato ricoverato e curato nel reparto di terapia intensiva presso l'ospedale privato Bodrum Acıbadem, dove gli è stata diagnosticata un'insufficienza respiratoria causata da una grave infezione polmonare. Il 22 gennaio è stato trasferito d'urgenza dall'ospedale di Bodrum, dove era stato curato, all'ospedale Acıbadem Maslak di Istanbul. Il 30 gennaio i medici hanno riferito che İşler aveva iniziato a parlare. Nel mese di aprile è stato dimesso dall'ospedale statunitense della fondazione Vehbi Koç.

## Filmografia

### Cinema
- Eylül Fırtınası, regia di Atıf Yılmaz (1990)
- Mustafa Hakkında Her Şey, regia di Çağan Irmak (2003)
- Anlat İstanbul, regia di Ümit Ünal, Kudret Sabancı, Selim Demirdelen, Yücel Yolcu e Ömür Atay (2003)
- Çalıntı Gözler, regia di Radoslav Spassov (2005)
- 2 Süper Film Birden, regia di Murat Şeker (2005)
- Barda, regia di Serdar Akar (2006)
- Yumurta, regia di Semih Kaplanoğlu (2007)
- Yaşamın Kıyısında, regia di Fatih Akın (2007)
- 11'e 10 kala, regia di Pelin Esmer (2009)
- Ejder Kapanı, regia di Uğur Yücel (2009)
- Siyah Beyaz, regia di Ahmet Boyacıoğlu (2010)
- Il platano (Çınar Ağacı), regia di Handan İpekçi (2019)
- Kaybedenler Kulübü, regia di Tolga Örnek (2010)
- Behzat Ç. Ankara Yanıyor, regia di Serdar Akar (2013)
- Il regno d'inverno - Winter Sleep (Kış Uykusu), regia di Nuri Bilge Ceylan (2014)
- Rosso Istanbul (İstanbul Kırmızısı), regia di Ferzan Özpetek (2016)
- İkimizin Yerine, regia di Umur Turagay (2016)
- Martıların Efendisi, regia di Mehmet Ada Öztekin (2017)
- Kaybedenler Kulübü Yolda, regia di Mehmet Ada Öztekin (2017)
- 9,75, regia di Uluç Bayraktar (2020)
- Tamirhane, regia di Erkan Kolçak Köstendil (2022)
- Dieci giorni tra il bene e il male (Iyi Adamin 10 Günü), regia di Uluç Bayraktar (2023)
- Oregon, regia di Kerem Ayan (2023)
- Altri dieci giorni tra il bene e il male (Kötü Adamin 10 Günü), regia di Uluç Bayraktar (2023)
- Zaferin Rengi, regia di Abdullah Oğuz (2024)
- Evcilik, regia di Ümit Ünal (2024)
- Gli ultimi dieci giorni tra il bene e il male (Meraklı Adamın 10 Günü), regia Uluç Bayraktar (2024)

### Televisione
- Borsa – serie TV (1993)
- Tanrı Misafiri – serie TV (1993)
- Gurur – serie TV (1994)
- Şehnaz Tango – serie TV, 1 episodio (1994)
- Dertler Bizim Olsun – serie TV (1998)
- Mavi Düşler – serie TV (1998)
- Deli Yürek – serie TV, 15 episodi (1999)
- Nasıl Evde Kaldım – serie TV (2001)
- Dedem, Gofret ve Ben – serie TV (2001)
- Aşk ve Gurur – serie TV (2002)
- Gülbeyaz – serie TV, 26 episodi (2002-2003)
- Sultan Makamı – serie TV (2003)
- Kurşun Yarası – serie TV (2003)
- Çemberimde Gül Oya – serie TV (2004)
- Şeytan Ayrıntıda Gizlidir – serie TV, 3 episodi (2004)
- Aliye – serie TV, 72 episodi (2004-2006)
- Beyaz Gelincik – serie TV, 1 episodio (2005)
- Bıçak Sırtı – serie TV, 30 episodi (2007-2008)
- Parmaklıklar Ardında – serie TV (2009)
- Kapalıçarşı – serie TV, 38 episodi (2009-2010)
- Behzat Ç. Bir Ankara Polisiyesi – serie TV, 48 episodi (2010.2012, 2019)
- Keşanlı Ali Destanı – serie TV, 20 episodi (2011-2012)
- İntikam – serie TV, 22 episodi (2013)
- Benim Adım Gültepe – serie TV, 8 episodi (2014)
- Bodrum Masalı – serie TV, 48 episodi (2017)
- Çukur – serie TV, 25 episodi (2019-2021)
- Saygı – serie TV, 16 episodi (2020-2021)
- Ambizione (Kuş Uçuşu) – serie TV, 24 episodi (2022-2024) – narratore
- The Family (Aile) – serie TV, 30 episodi (2023-2024)

## Teatro
- Ferhat'ın Yeni Acıları di Yüksel Pazarkaya, presso il teatro statale di Istanbul (1992)
- Yeşil Papağan Limited di Memet Baydur, presso il teatro statale di Istanbul (1994)
- Atları da Vururlar di Horace McCoy, presso il centro di performance di Istanbul (1997)

## Doppiatori italiani
Nelle versioni in italiano dei suoi film e delle sue serie TV, Nejat İşler è stato doppiato da:
- Angelo Maggi[26] ne Il regno d'inverno - Winter Sleep[27]
- Stefano Benassi[28] in Rosso Istanbul[29]
- Luca Graziani[30] in Dieci giorni tra il bene e il male,[31] in Altri dieci giorni tra il bene e il male,[32] ne Gli ultimi dieci giorni tra il bene e il male[33]
- Simone Mori[34] in The Family[35]

Da narratore è stato sostituito da:
- Massimo Lodolo[36] in Ambizione[37]

## Riconoscimenti
- Antalya Golden Orange Film Festival
  - 2004: Candidato come Miglior attore per il film Mustafa Hakkında Her Şey
  - 2007: Candidato come Miglior attore per il film Yumurta
- Festival del cinema di Norimberga Turchia / Germania
  - 2008: Vincitore come Miglior attore per il film Yumurta[38]
- Festival Internazionale del cinema di Dacca
  - 2008: Vincitore come Miglior attore per il film Yumurta
  - 2021: Vincitore come Miglior attore per il film 9,75[39]
- Kemal Sunal Culture and Art Award
  - 2007: Vincitore come Miglior attore cinematografico per il film Barda
- Premio Beyaz İnci
  - 2005: Vincitore come Miglior attore per il film Şeytan Ayrıntıda Gizlidir[40]
- Premio di recitazione ÇASOD
  - 2004: Vincitore come Miglior attore per il film Mustafa Hakkında Her Şey[41]
- Premi televisivi di Adalia
  - 2012: Candidato come Miglior attore in una serie drammatica per Keşanlı Ali Destanı
- Premi Yesilcam
  - 2007: Candidato come Miglior attore per il film Yumurta
  - 2007: Candidato come Miglior attore per il film Barda
- Turkish Film Critics Association (SIYAD) Awards
  - 2007: Vincitore come Miglior attore per il film Yumurta[42]
  - 2014: Candidato come Miglior attore non protagonista per il film Il regno d'inverno - Winter Sleep (Kış Uykusu)
- Sadri Alisik Theatre and Cinema Awards
  - 2005: Candidato come Miglior attore per il film Mustafa Hakkında Her Şey
  - 2015: Premio speciale della giuria per la performance eccezionale del 20º anniversario per il film Il regno d'inverno - Winter Sleep (Kış Uykusu)